# Лугалькісальсі
Лугалькісальсі — правитель єдиної держави Ура та Урука.
Збереглись скульптурні зображення та власні написи того правителя. Наступні правителі другої династії Урука невідомі.